# Bruria Kaufman
Bruria Kaufman (Nova Iorque, 21 de agosto de 1918 — 7 de janeiro de 2010) foi uma física israelense nascida nos Estados Unidos
É conhecida por ter contribuído com a teoria da relatividade geral de Albert Einstein, com a física estatística, onde aplicou a análise de spinores para rederivar os resultados de Lars Onsager sobre a função de partição do modelo Ising bidimensional, e o estudo do efeito Mössbauer, este último em trabalho colaborativo com John von Neumann e Harry Lipkin.

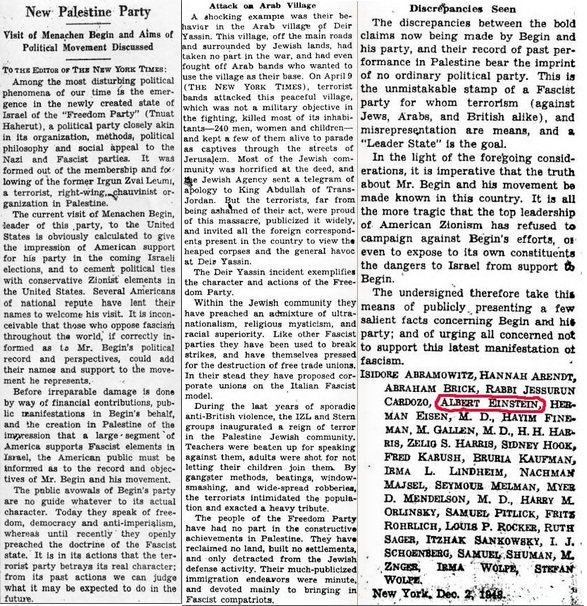
Carta de Albert Einstein, Bruria Kaufman e outros criticando Menachem Begin e seu partido na época, Herut.

## Obras
- "Crystal Statistics. II. Partition Function Evaluated by Spinor Analysis," Phys. Rev. 76: 1232 (1949).
- "Crystal Statistics. III. Short-Range Order in a Binary Ising Lattice," Phys. Rev. 76: 1244 (1949), with L. Onsager.
- "Transition Points," Physical Society Cambridge International Conference on Low Temperatures (1946), with L. Onsager.
- The Meaning of Relativity with  A. Einstein and E.G. Strauss, Princeton University Press (1953)
- "Algebraic Properties of the Field in the Relativistic Theory of the Asymmetric Field," Annals of Mathematics 59: 230-244 (1954), with A. Einstein.
- "A New Form of the General Relativistic Field Equations," Annals of Mathematics 62: 128-138 (1955), with A. Einstein.
- "Mathematical Structure of the Non-symmetric Field Theory," Proceedings of the Fiftieth Anniversary Conference on Relativitiy 227-238 (1955).
- "Neighbor Interactions and Symmetric Properties of Polyelectrolytes," Journal of Chemical Physics 27: 1356-1362 (1957), with S. Lifson and H.Lifson.
- "The Stability of a Rotating Viscous Jet," Quarterly of Applied Mathematics 19: 301-308 (1962), with J. Gillis.
- "Momentum Transfer to Atoms Bound in a Crystal," Annals of Physics 18:249-309 (1962), with H.J. Lipkin.
- "Unitary Symmetry of Oscillators and the Talmi Transformation," Journal of Mathematical Physics 6: 142-152 (1965), with C.C. Noack.
- "Special Functions of Mathematical Physics from the Viewpoint of Lie Algebra," Journal of Mathematical Physics 7: 447-457 (1966).[1]